# Harlekijnrugvinkathaai
De harlekijnrugvinkathaai (Ctenacis) is een monotypisch geslacht van kraakbeenvissen uit de familie van de rugvinkathaaien (Proscylliidae).

## Soort
- Ctenacis fehlmanni (Springer, 1968)